# Квадратлон
Квадратлон (англ. quadrathlon) — это соревнование на выносливость, состоящее из четырёх дисциплин. Победитель определяется по критерию минимального времени успешного прохождения всех четырех этапов.
Мировая федерация квадратлона задает следующую последовательность этапов квадратлона:
|                    | Спринт  | Средняя дистанция | Длинная дистанция |
| ------------------ | ------- | ----------------- | ----------------- |
| плаванье           | 0,75 км | 1.5 км            | 4 км              |
| езда на велосипеде | 20 км   | 40 км             | 100 км            |
| каякинг            | 4 км    | 8 км              | 20 км             |
| бег                | 5 км    | 10 км             | 21 км             |

Но существуют и другие комбинации, включающие разнообразные соревнования вплоть до скейтбординга, фехтования и роликовых коньков.
В России существует Юмористический квадратлон Супер-Мамонт (проводится в ходе турслёта) и Тольяттинский квадратлон Молодецкое кольцо, кроме того соревнования из четырёх этапов популярны среди инвалидов и в лагерях изучения английского языка.

## Этапы соревнования

### Плавание
Производится массовый старт всех участников с понтона. Спортсмены могут использовать любой стиль плавания, который они предпочитают, но в основном все выбирают кроль.

### Гребля на байдарке
(англ. canoeing)

### Бег
Главное правило состоит в том, что спортсмен должен передвигаться на ногах. С одной стороны это очевидно, но с другой стороны, обессиленные бегуны иногда фактически ползком пересекают финишную черту.